# Brasão de armas de Mónaco
As Reais Armas de Sua Alteza Sereníssima o Príncipe Alberto II do Mónaco são os braços do reino em direito do Mónaco.
O escudo central é brasoado como fuselado de prata e vermelho. Os monges colaboraram com o escudo do brasão de armas em alusão à conquista do Mónaco, em 1297, quando François Grimaldi entrou na cidade, com soldados vestidos como monges, com espadas escondidas sob os seus cassocks. O colar em torno do escudo representa a Ordem de São Carlos. O lema dos Grimaldi, Deo Juvante, que em latim significa "Com a ajuda de Deus".